# 摩鹿加群岛
摩鹿加群岛（英語：Maluku Islands，Moluccas），有時被稱為「東印度群島」，位置处于苏拉威西岛东面、新几内亚西面以及帝汶北面，为印度尼西亚境內众多群岛板块之一，是马来群岛的组成部分。中国和欧洲传统上所指香料群岛，多为这个群岛。

## 釋名
「香料群岛」是公元15世紀前後歐洲國家對東南亞盛產香辛料的島嶼的泛名。它說明了當時歐洲人對東方香辛料的渴求，也是導致大航海時代（地理大发现）展開的其中一個原因。

## 行政区划
1950年，摩鹿加群岛成为印尼下辖的一个独立省份。
1999年，该群岛被划分为马鲁古省和北马鲁古省两个行政区。

## 地理
该群岛内大多数岛屿为气候湿润的山地，其中部分岛屿存在活火山。岛上雨林被茂盛的植被所围绕，所出产的农作物有西米、水稻以及豆蔻、丁香等香料。

## 居民

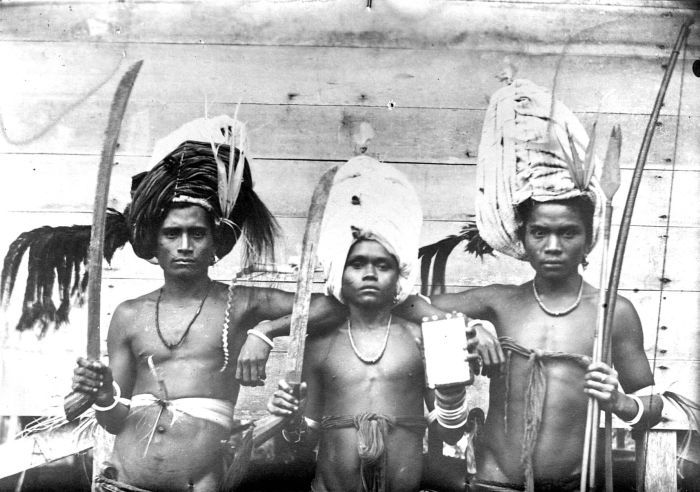
塔宁巴尔群岛战士

摩鹿加群岛当地居民大部分是身为土著的美拉尼西亚人，但其人数曾在早期的殖民统治下急剧减少。到了荷属东印度时期，大量马来人开始从北面逐渐移入此地。

## 宗教
在1999年至2002年期间，此地的基督徒和穆斯林之间的宗教冲突一直持续不断。

## 香料群島與歐洲殖民

### 東羅馬帝國滅亡
在東羅馬帝國（拜占庭）滅亡前，歐洲各國一直經由安那托利亞半島的陸路（絲綢之路）通往印度、中國與亞洲其他地區。然而當1453年東羅馬帝國國都君士坦丁堡陷落於鄂圖曼土耳其人手中後，歐洲人無法突破土耳其人的疆土，使大量依賴買賣絲綢、寶石及香料的歐洲國家陷入經濟危機。故此歐洲人決定找出一條航線繞過安那托利亞半島直達遠東，直接與香料群島居民交易。

### 大航海時代
歐洲人建造大量船隊，向南部及西部持續航行。往西部的船隊發現了美洲新大陸，而往南的船隊則發現並繞過非洲好望角，到達印度及東南亞一帶。完成航路開發後，歐洲人便重新進行香料貿易。然而經海路前往東南亞比經陸路遠得多，航程亦比從前長了幾倍，加上歐陸需求急劇上升，使香料嚴重供不應求。於是歐洲人決定建造更多的船隻及艦隊前往香料群島以便進行更龐大的交易。那時，一船肉桂足以支付遠征印度一次的費用有餘。

### 野心紛起
由於非洲於地理位置與歐洲幾乎接軌，而非洲本土科技嚴重落後於歐洲，歐洲各國的野心家便頻繁地前往非洲殖民，以換取可可、咖啡豆與奴隸。這種風氣亦迅速延蔓至印度及斯里蘭卡等地。於是荷蘭人及葡萄牙人因地利及貿易航線就便，接連派出遠航艦隊攻佔香料群島，並以絕對武力在東南亞大肆殖民，以壟斷歐洲香料市場。西方殖民以來，摩鹿加群島最早被葡萄牙控制。最後落入荷蘭人手中。除東南亞外，荷蘭的勢力甚至延伸到中國東南沿海與台灣、琉球群島及日本之遙，而葡萄牙亦取得了澳門的居住權。

## 延伸阅读
[在维基数据编辑]
 《欽定古今圖書集成·方輿彙編·邊裔典·美洛居部》，出自陈梦雷《古今圖書集成》
 《明史卷三百二十三》，出自《明史》